# 서로소 아이디얼

수론과 환론에서 서로소(-素, 영어: coprime integers, coprime, relatively prime, mutually prime)는 정수나 다항식들끼리의 최대 공약수가 1이라는 뜻의 표현이다. 즉, 서로소인 정수들의 공약수는 ±1뿐이며, 서로소인 다항식들의 공약수는 0차 다항식뿐이다. 서로소의 개념은 아이디얼의 경우에까지 확장할 수 있으며, 이는 정수와 다항식의 경우의 공통적인 일반화이다.

## 정의

### 정수의 경우
정수 {\displaystyle n_{1},n_{2},\dots ,n_{k}}가 {\displaystyle \gcd\{n_{1},\dots ,n_{k}\}=1}을 만족시키면, 이들이 서로소라고 한다. 특히 두 정수 {\displaystyle m,n}의 최대 공약수가 1이라면, 이 두 정수가 서로소라고 한다.
정수 {\displaystyle n_{1},n_{2},\dots ,n_{k}}가 다음 조건을 만족시키면, 이들이 쌍마다 서로소(雙-素, 영어: pairwise coprime)라고 한다.
- 모든 서로 다른 두 정수의 쌍 {\displaystyle n_{i}\neq n_{j}}은 서로소이다.

쌍마다 서로소는 서로소보다 강한 개념이다.

### 다항식의 경우
체 {\displaystyle K} 위의 다항식 {\displaystyle p_{1}(x),\dots ,p_{k}(x)\in K[x]}의 최대 공약수가 0차 다항식(즉, 1의 약수이자 1의 배수인 다항식)이라면, 이들이 서로소라고 한다. 모든 서로 다른 두 다항식의 쌍이 서로소라면, 이들이 쌍마다 서로소라고 한다.

### 환의 원소의 경우
정역 {\displaystyle R}의 원소 {\displaystyle r_{1},\dots ,r_{k}\in R}의 최대 공약수가 가역원(즉, 곱셈 항등원의 약수이자 배수인 원소)이라면, 이들이 서로소라고 한다. 모든 서로 다른 두 원소의 쌍이 서로소라면, 이들이 쌍마다 서로소라고 한다.

### 아이디얼의 경우
환 {\displaystyle R}의 아이디얼 {\displaystyle {\mathfrak {a}}_{1},\dots ,{\mathfrak {a}}_{k}\subset R}가 다음 조건을 만족시키면, 서로소라고 한다.
- {\displaystyle {\mathfrak {a}}_{1}+\cdots +{\mathfrak {a}}_{k}=R}. 즉, {\displaystyle r_{1}+\cdots +r_{k}=1_{R}}인 {\displaystyle r_{i}\in {\mathfrak {a}}_{i}}가 존재한다.

특히, 두 아이디얼 {\displaystyle {\mathfrak {a}},{\mathfrak {b}}\subset R}가 {\displaystyle {\mathfrak {a}}+{\mathfrak {b}}=R}를 만족시키면 서로소라고 한다. 모든 서로 다른 두 아이디얼의 쌍이 서로소라면, 이 아이디얼들이 쌍마다 서로소라고 한다.

## 성질

### 베주 항등식
두 정수 {\displaystyle m,n\in \mathbb {Z} }에 대하여, 다음 조건들이 서로 동치이다.
- {\displaystyle m,n}은 서로소이다.
- {\displaystyle m,n}은 공통의 소인수를 갖지 않는다.
- (베주 항등식) {\displaystyle um+vn=1}인 정수 {\displaystyle u,v}가 존재한다.
- {\displaystyle (m),(n)\subset \mathbb {Z} }는 서로소이다.

두 다항식 {\displaystyle p(x),q(x)\in K[x]}에 대하여, 다음 조건들이 서로 동치이다.
- {\displaystyle p(x),q(x)}는 서로소이다.
- {\displaystyle p(x),q(x)}는 공통의 기약 다항식 약수를 갖지 않는다.
- (베주 항등식) {\displaystyle u(x)p(x)+v(x)q(x)=1}인 {\displaystyle u(x),v(x)\in K[x]}가 존재한다.
- {\displaystyle (p(x)),(q(x))\subset K[x]}는 서로소이다.

보다 일반적으로, 환 {\displaystyle R} 및 그 두 원소 {\displaystyle a,b\in R}에 대하여, 만약 {\displaystyle R}가 유일 인수 분해 정역이라면, 다음 조건들이 서로 동치이다.
- {\displaystyle a,b}는 서로소이다.
- {\displaystyle a,b}는 공통의 소원 약수를 갖지 않는다.

만약 {\displaystyle R}가 주 아이디얼 정역이라면, 다음 조건들이 서로 동치이다.
- {\displaystyle a,b}는 서로소이다.
- (베주 항등식) {\displaystyle ua+vb=1_{R}}인 {\displaystyle u,v\in R}가 존재한다.
- {\displaystyle (a),(b)\subset R}는 서로소이다.

### 중국인의 나머지 정리
유사환의 쌍마다 서로소 아이디얼에 대하여 중국인의 나머지 정리가 성립한다. 정수나 다항식의 연립 합동 방정식의 해의 구조에 대한 명제는 이에 대한 특수한 경우이다.

### 확률론적 성질
두 정수가 서로소일 확률은
{\displaystyle {\frac {6}{\pi ^{2}}}=0.607927101854026628663276\dots }
이다.
증명:
소수 {\displaystyle p}가 어떤 정수를 나눌 확률은 {\displaystyle 1/p}이며, 어떤 두 정수를 나눌 확률은 {\displaystyle 1/p^{2}}이다. 따라서 두 정수가 서로소일 확률은 이 둘을 모두 나누는 소수가 존재하지 않을 확률과 같으며, 이는 다음과 같다.
{\displaystyle \prod _{p\in \mathbb {P} }\left(1-{\frac {1}{p^{2}}}\right)={\frac {1}{\displaystyle {\prod _{p\in \mathbb {P} }{\frac {1}{1-p^{-2}}}}}}={\frac {1}{\zeta (2)}}={\frac {6}{\pi ^{2}}}}
여기서 {\displaystyle \mathbb {P} }는 소수의 집합, {\displaystyle \zeta }는 리만 제타 함수이다.

## 같이 보기
- 기약분수
- 서로소 집합